# Liste der Viadukte der Semmeringbahn
Die Liste der Viadukte der Semmeringbahn listet alle Viadukte entlang der Semmeringbahn auf.
Die Kilometerangaben in der folgenden Liste sind die offiziellen Streckenkilometer der Südbahnstrecke.
| Foto |                 | Bauwerk                                                        | km     | Standort                     | Beschreibung | Metadaten |
| ---- | --------------- | -------------------------------------------------------------- | ------ | ---------------------------- | --- | --- |
| ja   | Datei hochladen | Schwarza-Viadukt 1                                             | 82,75  | Payerbach Standort           | Das Viadukt hat eine Länge von 276 Metern und eine Höhe von 25 Metern. | Name: Schwarza-Viadukt 1 GstNr.: 139 Schwarza Viaduct                                                                                            |
| ja   | Datei hochladen | Payerbachgraben-Viadukt 2                                      | 83,27  | Payerbach Standort           | Das Viadukt hat eine Länge von 60 Metern und eine Höhe von 15 Metern. | Name: Payerbachgraben-Viadukt 2 GstNr.: 139 Payerbachgraben-Viadukt                                                                              |
| ja   | Datei hochladen | Kübgraben-Viadukt 3                                            | 85,10  | Payerbach Standort           | Das Viadukt hat eine Länge von 50 Metern und eine Höhe von 17 Metern. | Name: Kübgraben-Viadukt 3 GstNr.: |
| ja   | Datei hochladen | Höllgraben-Viadukt 4 ObjektID: 24754                           | 86,04  | Payerbach Standort           | Das Viadukt hat eine Länge von 90 Metern und eine Höhe von 28 Metern. | ObjektID: 24754 Name: Höllgraben-Viadukt 4 GstNr.:                                                                                               |
| ja   | Datei hochladen | Abfaltersbach-Viadukt 5 ObjektID: 24755                        | 87,57  | Gloggnitz Standort           | Das Viadukt hat eine Länge von 106 Metern und eine Höhe von 30 Metern. | ObjektID: 24755 Name: Abfaltersbach-Viadukt 5 GstNr.: 123/1                                                                                      |
| ja   | Datei hochladen | Wagnergraben-Viadukt 6                                         | 93,49  | Breitenstein Standort        | Das Viadukt hat eine Länge von 142 Metern und eine Höhe von 39 Metern. Anmerkung: anderer Name: Jägergraben-Viadukt                                                                                      | Name: Wagnergraben-Viadukt 6 GstNr.: Wagnergraben-Viaduct                                                                                        |
| ja   | Datei hochladen | Gamperlgraben-Viadukt 7 ObjektID: 24772                        | 94,38  | Breitenstein Standort        | Das Viadukt hat eine Länge von 152 Metern und eine Höhe von 37 Metern. | ObjektID: 24772 Name: Gamperlgraben-Viadukt 7 GstNr.: Gamperlgraben viaduct                                                                      |
| ja   | Datei hochladen | Rumplergraben-Viadukt 8                                        | 95,36  | Breitenstein Standort        | Das Viadukt hat eine Länge von 46 Metern und eine Höhe von 19 Metern. | Name: Rumplergraben-Viadukt 8 GstNr.: Rumplergrabenviadukt                                                                                       |
| ja   | Datei hochladen | Krauselklause-Viadukt 9                                        | 98,23  | Breitenstein Standort        | Das Viadukt hat eine Länge von 85 Metern und eine Höhe von 36 Metern. | Name: Krauselklause-Viadukt 9 GstNr.: Krausel-Klause-Viadukt                                                                                     |
| ja   | Datei hochladen | Kalte-Rinne-Viadukt 10 ObjektID: 24772                         | 98,79  | Breitenstein Standort        | Das Viadukt hat eine Länge von 182 Metern und eine Höhe von 46 Metern. | ObjektID: 24772 Name: Kalte-Rinne-Viadukt 10 GstNr.: 1006/2 Kalte Rinne Viaduct                                                                  |
| ja   | Datei hochladen | Fleischmann-Viadukt im Unteren Adlitzgraben 11 ObjektID: 24772 | 100,53 | Breitenstein Standort        | Das Viadukt hat eine Länge von 151 Metern und eine Höhe von 24 Metern. Anmerkung: Es steht auch in der Gemeinde Semmering. Zwei IDs: 24773                                                               | ObjektID: 24772 Name: Fleischmann-Viadukt im Unteren Adlitzgraben 11 GstNr.: 1006/2 (Breitenstein) 1006/1 (Kurort Semmering) Fleischmann-Viadukt |
| ja   | Datei hochladen | Kartnerkogel-Viadukt 12                                        | 102,27 | Semmering Standort           | Das Viadukt hat eine Länge von 46 Metern und eine Höhe von 16 Metern. | Name: Kartnerkogel-Viadukt 12 GstNr.: Kartnerkogel-Viaduct                                                                                       |
| ja   | Datei hochladen | Steinhauser-Viadukt 13                                         | 107,20 | Spital am Semmering Standort | Das Viadukt hat eine Länge von 74 Metern und eine Höhe von 17 Metern. | Name: Steinhauser-Viadukt 13 GstNr.: |
| ja   | Datei hochladen | Holzergraben-Viadukt 14                                        | 108,12 | Spital am Semmering Standort | Das Viadukt hat eine Länge von 88 Metern und eine Höhe von 13 Metern. | Name: Holzergraben-Viadukt 14 GstNr.: |
| ja   | Datei hochladen | Jauern-Viadukt 15                                              | 108,89 | Spital am Semmering Standort | Das Viadukt hat eine Länge von 34 Metern und eine Höhe von 11 Metern. | Name: Jauern-Viadukt 15 GstNr.: |
| ja   | Datei hochladen | Fröschnitzbach-Viadukt 15                                      | 113,99 | Spital am Semmering Standort | Das Viadukt hatte eine Länge von 25 Metern und eine Höhe von 11 Metern. Das dreibogige Viadukt wurde durch eine Betonbogenbrücke mit seitlicher Steinverkleidung ersetzt. Anmerkung: nicht mehr existent | Name: Fröschnitzbach-Viadukt 15 GstNr.: |